# Bacteris verds no del sofre
Els bacteris verds no del sofre (Chloroflexi) són un filum i classe de bacteris que produeixen energia a partir de la llum. El seu nom científic fa referència al seu pigment verd, habitualment situat en cossos fotosintètics anomenats clorosomes.